# Territoire de l'Arizona
1863–1912
Entités précédentes :
- Territoire du Nouveau-Mexique
- Arizona confédéré

Entités suivantes :
- Arizona
- Nevada (Comté de Pah-Ute)

Le territoire de l'Arizona (en anglais : Arizona Territory) est un territoire organisé des États-Unis qui a existé entre 1863 et 1912, à la suite de la scission du territoire du Nouveau-Mexique.
Durant la guerre de Sécession, une partie du territoire est revendiquée par les États confédérés d'Amérique : l'Arizona confédéré.

## Historique
Le territoire de l'Arizona est créé en 1863 avec Fort Whipple comme capitale provisoire. Le président Abraham Lincoln nomme les premiers dirigeants du territoire la même année, dont le gouverneur John N. Goodwin. Ils prêtent serment le 29 décembre.
L'année suivante, la capitale est transférée à Prescott. Le territoire est divisé en quatre comtés : Mohave, Pima, Yavapai et Yuma,. En 1865, la législature territoriale divise le comté de Mohave en deux, créant ainsi le comté de Pah-Ute autour de Las Vegas. En 1867, la majeure partie de ce comté est transférée à l'État voisin du Nevada par décision du Congrès, ; le reste du comté retrouve alors le comté de Mohave.

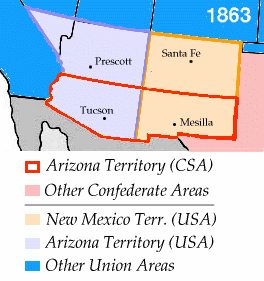
Les territoires d'Arizona (mauve) et du Nouveau-Mexique (orange) en 1863. En rouge, l'Arizona confédéré.
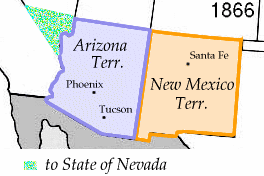
En vert, la partie transférée au Nevada.

Tucson devient la capitale du territoire en 1867, mais le capitole de l'État retourne à Prescott dix ans plus tard. Phoenix est finalement choisie comme capitale en 1889.
En 1902, une proposition de loi est déposée pour faire du territoire de l'Arizona un État à part entière. Le Sénat estime cependant le territoire trop peu peuplé, tout comme le territoire du Nouveau-Mexique voisin. En 1906, une proposition d'État comprenant l'Arizona et le Nouveau-Mexique est rejetée par les électeurs du territoire (16 265 voix contre 3 141),.
Le président William Howard Taft se montre plus ouvert sur la question et une loi créant l'État de l'Arizona est adoptée par le Congrès en 1910. Une convention constitutionnelle, regroupant 52 délégués, est alors organisée pour rédiger la nouvelle constitution de l'État. Cette constitution progressiste est largement approuvée par les électeurs du territoire en 1911. Taft oppose cependant son véto, principalement en raison de son opposition au référendum révocatoire pour les juges. Les électeurs adoptent finalement le projet de constitution modifié et l'Arizona devient le 48e État des États-Unis le 14 février 1912.